# Damvillers
Damvillers é uma comuna francesa na região administrativa de Grande Leste, no departamento de Meuse. Estende-se por uma área de 18,33 km². Em 2010 a comuna tinha 706 habitantes (densidade: 38,5 hab./km²).